# 912 (číslo)
Devět set dvanáct je přirozené číslo. Římskými číslicemi se zapisuje CMXII a řeckými číslicemi ϡιβ´. Následuje po čísle devět set jedenáct a předchází číslu devět set třináct.

## Matematika
912 je:
- Abundantní číslo
- Složené číslo
- Nešťastné číslo
- Součet čtyř po sobě jdoucích prvočísel (223 + 227 + 229 + 233)
- Součet deseti po sobě jdoucích prvočísel (71 + 73 + 79 + 83 + 89 + 97 + 101 + 103 + 107 + 109)

## Astronomie
- (912) Maritima je planetka hlavního pásu, kterou objevil v roce 1919 Arnold Schwassmann
- NGC 912 je eliptická galaxie v souhvězdí Andromedy

## Roky
- 912
- 912 př. n. l.